# Jucilene de Lima
Jucilene Sales de Lima (* 14. September 1990 in Taperoá) ist eine brasilianische Leichtathletin, die sich auf den Speerwurf spezialisiert hat. Sie ist Inhaberin des brasilianischen Landesrekordes im Speerwurf und wurde in dieser Disziplin 2015 und 2025 Südamerikameisterin.

## Sportliche Laufbahn
Erste internationale Erfahrungen sammelte Jucilene de Lima 2004 bei den Jugendsüdamerikameisterschaften in Guayaquil, bei denen sie mit einer Weite von 48,04 m die Goldmedaille gewann. Damit erhielt sie einen Startplatz für die Jugendweltmeisterschaften in Marrakesch, bei denen sie mit 43,62 m in der Qualifikation ausschied. Anschließend erreichte sie bei den Südamerikameisterschaften in Cali mit einem Wurf auf 44,74 m Rang sechs und wurde bei den Panamerikanischen Juniorenmeisterschaften in Windsor mit 45,83 m Fünfte, ehe sie bei den Juniorensüdamerikameisterschaften in Rosario mit 46,04 m die Goldmedaille gewann. Im Jahr darauf nahm sie an den Juniorenweltmeisterschaften in Peking teil, schied dort aber ohne einen gültigen Versuch in der Qualifikation aus. 2007 belegte sie bei den Südamerikameisterschaften in São Paulo mit 52,86 m Rang vier und siegte anschließend bei den Juniorensüdamerikameisterschaften sowie den Panamerikanischen Juniorenmeisterschaften mit 47,53 m bzw. 49,42 m. Anschließend klassierte sie sich bei den Jugendweltmeisterschaften in Ostrava mit einem Wurf auf 45,73 m auf Rang zehn und belegte auch bei ihren ersten Panamerikanischen Spielen in Rio de Janeiro mit 46,59 m Rang zehn. Im Jahr darauf wurde sie bei den Juniorenweltmeisterschaften in Bydgoszcz mit 50,87 m Elfte und gewann bei den U23-Südamerikameisterschaften in Lima mit 48,44 m die Bronzemedaille. 2009 gewann sie bei den Südamerikameisterschaften in Lima mit einer Weite von 54,37 m die Silbermedaille und musste sich dabei nur ihrer Landsfrau Alessandra Resende geschlagen geben. Daraufhin gewann sie bei den Juniorensüdamerika in São Paulo mit 48,74 m die Silbermedaille und bei den Panamerikanischen Juniorenmeisterschaften in Port of Spain mit 47,10 m Bronze.
2012 belegte sie bei den Ibero-Amerikanischen-Meisterschaften in Barquisimeto mit einem Wurf auf 55,98 m Rang vier und siegte mit der brasilianischen 4-mal-400-Meter-Staffel in 3:28,56 min. Im Anschluss siegte sie bei den U23-Südamerikameisterschaften in São Paulo mit 56,00 m. 2013 gewann sie bei den Südamerikameisterschaften in Cartagena mit 57,73 m die Bronzemedaille und musste sich dabei der Kolumbianerin Flor Ruíz und ihrer Landsfrau  Laila Ferrer de Silva geschlagen geben. Anschließend nahm sie erstmals an den Weltmeisterschaften in Moskau teil, schied dort aber mit 55,18 m in der Qualifikation aus. 2014 nahm sie erstmals an den Südamerikaspielen in Santiago de Chile teil und gewann dort mit 60,17 m die Silbermedaille hinter der Kolumbianerin Ruiz. Anschließend siegte sie bei den Ibero-Amerikanischen Meisterschaften in São Paulo mit 61,71 m. Im Jahr darauf siegte sie mit 60,16 m bei den Südamerikameisterschaften in Lima und gewann bei den Panamerikanischen Spielen in Toronto mit 60,42 m die Bronzemedaille hinter der Kanadierin Elizabeth Gleadle und Kara Winger aus den Vereinigten Staaten. Damit erhielt sie einen Startplatz bei den Weltmeisterschaften in Peking, bei denen sie aber mit 59,49 m erneut in der Qualifikation ausschied. Gegen Ende der Saison gewann sie bei den Militärweltspielen im südkoreanischen Mungyeong mit einer Weite von 57,99 m die Silbermedaille hinter der Chinesin Zhang Li.
Nach mehreren weniger erfolgreichen Jahren siegte de Lima 2020 mit 60,89 m beim Grande Prêmio Brasil Caixa und im Jahr darauf gewann sie bei den Südamerikameisterschaften in Guayaquil mit einer Weite von 59,65 m die Bronzemedaille hinter ihrer Landsfrau Ferrer de Silva und María Lucelly Murillo aus Kolumbien. Anschließend nahm sie an den Olympischen Sommerspielen in Tokio teil und verpasste dort mit 60,14 m den Finaleinzug. 2022 sicherte sie sich bei den Ibero-Amerikanischen Meisterschaften in La Nucia mit 57,86 m die Bronzemedaille hinter der Ecuadorianerin Juleisy Ángulo und Flor Ruíz aus Kolumbien. Im Juli schied sie bei den Weltmeisterschaften in Eugene mit 57,13 m in der Qualifikationsrunde aus und anschließend gewann sie bei den Südamerikaspielen in Asunción mit 62,42 m die Silbermedaille hinter der Kolumbianerin Ruíz. Im Jahr darauf gewann sie bei den Südamerikameisterschaften in São Paulo mit 60,68 m die Silbermedaille hinter Ruíz und anschließend belegte sie bei den Weltmeisterschaften in Budapest mit 60,34 m im Finale den achten Platz. Im November wurde sie bei den Panamerikanischen Spielen in Santiago de Chile mit 59,04 m Fünfte. 2024 gewann sie bei den Ibero-Amerikanischen Meisterschaften in Cuiabá mit 62,31 m die Silbermedaille hinter der Kolumbianerin Ruíz, ehe sie im August bei den Olympischen Sommerspielen in Paris mit 57,56 m in der Qualifikationsrunde ausschied. Im Jahr darauf siegte sie mit 62,32 m bei den Südamerikameisterschaften in Mar del Plata und stellte damit einen neuen Meisterschaftsrekord auf.
In den Jahren von 2012 bis 2014 sowie von 2021 bis 2023 wurde de Lima brasilianische Meisterin im Speerwurf.